# A rabbi macskája
A rabbi macskája (eredeti cím: Le Chat du Rabbin) 2011-ben bemutatott francia 2D-s számítógépes animációs kalandfilm, amelynek a rendezői Joann Sfar és Antoine Delesvaux, az írói Joann Sfar és Sandrina Jardel, a producerei Clément Oubrerie, Antoine Delesvaux és Joann Sfar, a zeneszerzője Olivier Daviaud. A mozifilm az Autochenille Production gyártásában készült, a UGC Distribution forgalmazásában jelent meg.
Franciaországban 2011. június 1-én mutatták be, Magyarországon 2016. április 2-án vetítette a Magyar Televízió.

## Szereplők
| Szereplő                    | Eredeti hang       | Magyar hang      |
| --------------------------- | ------------------ | ---------------- |
| A rabbi macskája            | François Morel     | Kaszás Gergő     |
| A rabbi                     | Maurice Bénichou   | Gyabronka József |
| A rabbi lánya               | Hafsia Herzi       | Bánfalvi Eszter  |
| Malka, az oroszlánszelídítő | Jean-Pierre Kalfon | Vass Gábor       |
| Mohammed Sfar sejk          | Mohamed Fellag     | Végh Péter       |
| A rabbi rabbija             | Daniel Cohen       | Csuha Lajos      |
| Vastenov                    | Wojciech Pszoniak  | Tarján Péter     |
| Az afrikai nő               | Marguerite Abouet  | Eke Angéla       |
| Szulejmán                   | Eric Elmosnino     | Takátsy Péter    |
| A herceg                    | Mathieu Amalric    | Nagypál Gábor    |
| A szamár                    | Laurent Lévy       | Kerekes József   |
| A francia festő             | Jean-Pierre Amiel  | Forgács Gábor    |